# Adam McGeorge
Adam McGeorge (Rotorua, 30 marzo 1989) è un calciatore neozelandese, centrocampista del Kiwi.

## Caratteristiche tecniche
È un mediano che può essere schierato anche come interno di centrocampo.

## Palmarès

### Competizioni nazionali
- Chatham Cup: 1

Central United : 2007
- Campionato neozelandese: 1

Auckland City: 2008-2009

### Competizioni internazionali
- OFC Champions League: 3

Auckland City: 2008-2009, 2010-2011, 2011-2012